# 法学家
法學家又稱法律學家，通常指研究法律科學具有法律專業知識的人。這類人可能是司法官或律師，從事著司法職務。

## 教育

### 制度
各國對法律科學人才培養的制度都不同，以中華民國為例，中華民國對於法律人才的培育自大學起，部分學校設有法律學院或法律學系，有專聘的法律學家作為老師教授，培育國家的法律人才。在中華民國要取得司法人員的資格，需要經過大學四年的法律教育，取得大學文憑後，方可參與國家考試，主要包括司律考試、司法特考、調查局考試、地方特考、高普考及警察特考，取得證照並從事該職業。

### 科目
以中華民國為例，法律學院的共同必修法律包括中華民國憲法、民法、中華民國刑法、憲法訴訟法、民事訴訟法、刑事訴訟法、商事法及公司法等，有些教育科目也包括了不同的法律專業科系，在中華民國的教育體系，常見的區分制度包括財經法律（財法，如：臺灣大學法律學院）、法律科學（法學，如：文化大學法學院）、公共法律、（法學，如：政治大學法律學院）司法法律（司法，如：臺灣大學法律學院）、政治法律（政法，如：高雄大學法律學院）及科技法律（科技法，如：雲林科技大學法律學院），他們有著不同的選修科目，也是為未來從事不同的相關職務而鋪路。

### 職業
法律學家的職業通常與法律息息相關，主要為法官、檢察官、律師、書記官、通譯、公證人及公設辯護人等。

## 法律學家
中華民國著名的法律學家列表:
| 姓名   | 精研領域         | 職業                       | 著書                       | 備註                       |
| ------ | ---------------- | -------------------------- | -------------------------- | -------------------------- |
| 王澤鑑 | 民法             | 國立臺灣大學法律學院教授   | 《民法叢書》               | 被稱為「民法權威」。       |
| 吳庚   | 憲法、行政法     | 中華民國司法院大法官       | 《憲法理論與政府體制》     | 已故。                     |
| 林鈺雄 | 刑法、刑事訴訟法 | 國立臺灣大學法律學院教授   | 《新刑法總則》             |                            |
| 詹森林 | 民法             | 中華民國司法院司法院大法官 | 《民事法與消費者保護》     |                            |
| 邱駿彥 | 民法             | 臺北市政府市政顧問         | 《經典勞動六法》           |                            |
| 郭欽銘 | 軍法             | 憲兵司令部軍法處審判官     | 《陸海空軍刑法逐條釋義》   | 已故。                     |
| 王皇玉 | 刑法             | 國立臺灣大學法律學院教授   | 《刑法總則》               |                            |
| 鄭玉波 | 民法             | 中華民國司法院司法院大法官 | 《民法總則》               | 已故。                     |
| 鄭冠宇 | 民法             | 私立文化大學法學院專任教授 | 《民法教科書》             | 被稱為「物權法權威」。     |
| 林山田 | 刑法             | 國立政治大學教授           | 《刑法通論》               | 被稱為「刑法權威」。已故。 |
| 許玉秀 | 刑法             | 國立交通大學講座教授       | 《犯罪階層體系及其方法論》 | 迄今最年輕的女性大法官。   |